# Великоборковская поселковая община
Великоборковская поселковая община (укр. Великобірківська селищна громада) — территориальная община в Тернопольском районе Тернопольской области Украины.
Административный центр — посёлок Великие Борки.
Население составляет 5985 человека. Площадь — 65,4 км².
В соответствии с распоряжением Кабинета Министров Украины от 12 июня 2020 года, в состав общины вошла территория Великоборковского поселкового совета, а также Малоходачковского и Смыковецкого сельских советов Тернопольского района.

## Населённые пункты
В состав общины входят 1 посёлок и 3 села:
- Посёлок Великие Борки
- Малоходачковский старостинский округ:
  - Константиновка
  - Малый Ходачков
- Смыковецкий старостинский округ:
  - Смыковцы